# Domitian
Titus Flavius Domitianus (24. oktober 51 – 18. september 96), kendt som Domitian, var romersk kejser 81 – 96.

## Opvækst
Som yngste søn af den senere kejser Vespasian tilbragte han sine tidlige år ved Neros hof, som synes at have påvirket ham. I faderens regeringstid havde han ingen direkte politisk magt, var flere gange indblandet i intriger, men undgik at falde i unåde. Ved sin bror Titus' død overtog han magten.

## Styre
For eftertiden står Domitian som én af Roms store tyranner i linje efter Caligula og Nero. I sin første tid ved magten blev han ikke beskyldt for værre ting end at han sad på sit værelse og spiddede fluer med sin stylus. Han forfattede et værk om hårets skønhed og værdighed, skønt han selv var flintskallet og som regel bar paryk. Værket er gået tabt, men kendt gennem Sueton. Efterhånden var han stadig i klammeri med senatet, som han også bad om råd vedrørende tilberedning af fisk. 
Senere forlød det, at han kunne finde på helt uden forvarsel at lade sine middagsgæster henrette. Han indførte en omfattende kejserdyrkelse, et effektivt spionage- og terrorsystem, viste sig mistroisk over for senatet og sin familie, og foretog henrettelser af alle formodede oppositionsfolk. En mislykket sammensværgelse imod ham i år 88 synes at have forværret forholdene. Han bandlyste alle filosoffer fra Rom og Italien.  Ligeledes gennemførtes voldsomme kristenforfølgelser (mere omfattende end under Nero), og terroren ramte også jøderne. Der er i senere forskning dog stillet spørgsmålstegn ved fortællingerne om Domitians kristenforfølgelser, som der ikke kan findes solide beviser for.
Han blev dræbt i sit 15. regeringsår ved en sammensværgelse, som omfattede hans hustru Domitia og flere officerer. En skriver var gået med sin ene arm bandageret i flere dage med en dolk gemt indeni.  Efter sin død blev Domitian idømt damnatio memoriae.

## Eftermæle
Modsat tidligere tyranner synes Domitian ikke at have været specielt utilregnelig, og hans styre var åbenbart i flere henseender relativt stabilt og dueligt, både mht. retspleje og administration. Udenrigspolitisk havde han uheld ved sit fremstød mod Dakien (Rumænien), mens han viste mådehold i sin ekspansion i Britannien.
Domitians meget dårlige eftermæle kan nok til dels skyldes personlige og politiske modstandere som historieskriveren Tacitus, der mistænkte ham for at stå bag svigerfaderen Agricolas død. Der er dog påfaldende enstemmighed blandt skribenterne. Også Plinius den yngre, som gjorde karriere og fik store opgaver under Domitian, beskriver i sine breve Domitians regeringstid som en uhyggelig periode, hvor flere af hans gode venner blev forvist fra Rom. 
Med ham uddøde det flaviske dynasti, og adoptivkejserne kom på tronen.